# Helicodendron websteri
Helicodendron websteri är en svampart som beskrevs av Voglmayr & P.J. Fisher 1997. Helicodendron websteri ingår i släktet Helicodendron, ordningen disksvampar, klassen Leotiomycetes, divisionen sporsäcksvampar och riket svampar.   Inga underarter finns listade i Catalogue of Life.